# Línea 31 (Avanza Zaragoza)
La línea 31 es una línea regular diurna de Avanza Zaragoza. Realiza el recorrido comprendido entre el centro comercial de Puerto Venecia y el distrito de la Aljafería en la ciudad de Zaragoza (España).
Tiene una frecuencia media de 11 minutos.

## Historia
La línea 31 ha tenido estos recorridos desde su creación:
-PZA. CANTERAS- DELICIAS  
-LA PAZ- DELICIAS
-PARQUE VENECIA-DELICIAS
-PUERTO VENECIA- DELICIAS (POR PARQUE VENECIA)
-PUERTO VENECIA-ALJAFERÍA

## Recorrido

### Sentido Aljaferia
Puerto Venecia, Teatro Malibrán, Isla de Murano, Carlo Scarpa, Avenida Puente de los Suspiros, Tiziano, Zafiro, Cuarta Avenida, Oviedo, Pablo Parellada, Avenida América, Paseo Cuéllar, Paseo Sagasta, Avenida Goya, Anselmo Clavé, Paseo  María Agustín, Avenida Madrid

### Sentido Puerto Venecia
Avenida Madrid, Paseo María Agustín, Anselmo Clavé, Avenida Goya, Paseo Sagasta, Paseo Cuéllar, Fray Julián Garcés, Villa de Ansó, Lasierra Purroy, Lugo, San Antonio de Padua, San Viator, Cuarta Avenida, Teniente Coronel León Moyano, Avenida Policía Local, Carnaval de Venecia, Carlo Scarpa, San Nícolo, Puerto Venecia